# Rifugio Paso de los Andes
Il rifugio Paso de los Andes (in spagnolo Refugio Paso de los Andes) è un rifugio antartico temporaneo argentino nei pressi della base San Martín.
Localizzato ad una latitudine di 67° 49' sud e ad una longitudine di 68°40' ovest, venne costruito nel 1957 come punto di appoggio logistico ed è attualmente abbandonato.